# Singel (karty do gry)
Singel – w grze w karty, zwłaszcza brydżu, jedyna karta w danym kolorze otrzymana po rozdaniu kart.
W zależności od rodzaju gry może być to zjawisko pożądane lub nie.